# Stanley Kratkowski
Stanley Joseph Kratkowski (* 20. August 1912 in Polen; † 25. August 1962 in Mobile, Alabama) war ein US-amerikanischer Gewichtheber.

## Werdegang
Stanley Kratkowski wanderte zusammen mit seinen Eltern nach dem Ersten Weltkrieg aus Polen in die Vereinigten Staaten aus. Er wurde in Detroit ansässig und schloss sich dort dem German American Athletic Club an und wurde Gewichtheber. Später wechselte er zum Michigan Alkali Club Detroit.
1932 wurde er mit 307,5 kg im olympischen Dreikampf US-amerikanischer Meister (AAU-Champion) im Mittelgewicht. Er startete daraufhin bei den Olympischen Sommerspielen dieses Jahres in Los Angeles und belegte dort im Mittelgewicht mit 305 kg den guten 5. Platz. Olympiasieger wurde dort der Deutsche Rudolf Ismayr, der in der Folgezeit die US-amerikanischen Gewichtheber mit Trainingshinweisen und -plänen stark unterstützte und sich damit große Verdienst an der schnellen Entwicklung der US-amerikanischen Gewichtheber erwarb. 1934, 1935 und 1936 wurde er jeweils AAU-Champion. 1934 und 1935 im Fünfkampf und 1936 im olympischen Dreikampf. 1934 stellte er auch mit 81 kg einen neuen Weltrekord im einarmigen Schwingen rechts auf. Diese Übung wurde mit einer Kurzhantel (Dumbell) ausgeführt und wurde fast nur in Nordamerika betrieben.
1936 kam Stanley Kratkowski zu seinem zweiten Einsatz bei Olympischen Spielen. Er startete in Berlin im Halbschwergewicht. Er erzielte dort im olympischen Dreikampf 337,5 kg (95-107,5-135) und kam wieder auf den 5. Platz.
Bei den Gewichtheber-Weltmeisterschaften 1937 in Paris und 1938 in Wien war er nicht am Start. Er wurde aber 1938 noch einmal AAU-Champion und besiegte dabei im Halbschwergewicht den jungen John Davis (Gewichtheber), der später einer der größten Gewichtheber aller Zeiten werden sollte, mit 365 kg : 362,5 kg. Im Juni 1938 wurde Stan Kratkowski bei zwei Länderkämpfen gegen Deutschland eingesetzt und erzielte in Baltimore und in New York im Halbschwergewicht jeweils 367,5 kg, womit er beide Male Anton Gietl aus München, der 357,5 kg bzw. 340 kg erreichte, klar besiegte. Die Länderkämpfe selbst wurden jeweils von Deutschland gewonnen.
Danach trat er als Gewichtheber nicht mehr weiter in Erscheinung. Kratkowski starb im Alter von 50 Jahren.

## Erfolge
| Jahr | Platz | Wettbewerb        | Wettkampfart | Gewichtsklasse | Ergebnisse |
| 1932 | 1.    | AAU-Champioships  | OD           | Mittel         | mit 307,5 kg |
| 1932 | 5.    | OS in Los Angeles | OD           | Mittel         | mit 305 kg (82,5-102,5-120); Sieger: Rudolf Ismayr, Deutschland, 345 kg (100-105-137,5)                             |
| 1933 | 10.   | AAU-Championships | OD           | Mittel         | nach 85 kg im beidarmigen Drücken hatte er drei Fehlversuche im beidarmigen Reißen; Sieger: Walter Zagurski, 315 kg |
| 1934 | 1.    | AAU-Championships | FK           | Mittel         | mit 472,5 kg, vor Walter Zagurski, 462,5 kg                                                                         |
| 1935 | 1.    | AAU-Championships | FK           | Mittel         | mit 497,5 kg (80-92,5-82,5-107,5-135), vor Walter Good, 450 kg                                                      |
| 1936 | 1.    | AAU-Championships | OD           | Mittel         | mit 340 kg (97,5-105-137,5), vor Walter Good, 330 kg                                                                |
| 1936 | 5.    | OS in Berlin      | OD           | Halbschwer     | mit 337,5 kg (95-107,5-135); Sieger: Louis Hostin, Frankreich, 372,5 kg                                             |
| 1938 | 1.    | AAU-Championships | OD           | Halbschwer     | mit 365 kg (102,5-112,5-150), vor John Davis, 362,5 (107,5-112,5-142,5)                                             |

Erläuterungen
- OD = olympischer Dreikampf, bestehend aus beidarmigem Drücken, Reißen und Stoßen
- FK = Fünfkampf, bestehend aus einarmigem Reißen und Stoßen und beidarmigem Drücken, Reißen und Stoßen
- Mittelgewicht, Gewichtsklasse bis 75 kg, Halbschwergewicht, bis 82,5 kg Körpergewicht
- OS = Olympische Spiele
- von 1923 bis 1936 fanden keine Weltmeisterschaften statt. Den Titel Weltmeister durften die Olympiasieger tragen